# Edelig
Edelig ou Edelic est un prince gallois qui aurait vécu dans la deuxième moitié du Ve siècle. Fils de Glywys, il serait le fondateur éponyme du royaume d'Edeligion, dans le sud-est du pays de Galles.

## Éléments de biographie

### Vies de saints
Edelig apparaît dans les hagiographies de deux saints gallois, rédigées plusieurs siècles après les faits.
D'après les deux versions de la Vita sancti Kebii, produites vers 1200, Edelig réserve un mauvais accueil à Cybi (en) lorsque ce dernier vient prêcher la foi chrétienne en Edeligion. Il tente de le chasser de son royaume, mais un miracle se produit : le roi et ses hommes deviennent aveugles, son cheval tombe raide mort. Edelig se ravise alors et s'en remet à Dieu, sur quoi son cheval reprend vie et les aveugles retrouvent la vue. Il offre à Cybi les domaines de Llangybi et Lanauer Guir (Llanddyfrwyr-yn-Edeligion (en)) pour qu'il y construise des églises,.
La Vita sancti Cadoci, hagiographie de Cadog rédigée au XIIe siècle, se contente de mentionner Edelig comme fils de Glywys et roi d'Edeligion dans sa préface. Cadog étant lui-même fils de Gwynllyw, le fils aîné de Gwylys, cela fait d'Edelig l'oncle du saint. Elle le cite également (§70) dans la liste des témoins d'un accord conclu entre Cadog et le roi du Brycheiniog Rhain ap Brychan.

### Généalogies et toponymie
Edelig figure dans la liste des fils de Glywys donnée par les généalogies du Jesus College MS. 20, un manuscrit compilé à la fin du XIVe siècle et conservé à la bibliothèque Bodléienne de l'université d'Oxford.
La région appelée Edeligion, située dans l'actuel Monmouthshire, constitue ultérieurement un cwmwd au sein du cantref de Gwynllwg (en), qui aurait été nommé d'après le frère aîné d'Edelig, Gwynllyw.